# Roderick McKenzie
Roderick Duncan McKenzie (Carman, 3 febbraio 1885 – Ann Arbor, 3 maggio 1940) è stato un sociologo canadese naturalizzato statunitense.
È stato una delle personalità di spicco della sociologia urbana della cosiddetta Scuola di Chicago.
Fu professore e capo del dipartimento di Sociologia presso l'Università del Michigan, operando principalmente nel campo della sociologia urbana e rurale. Nel 1929 fece parte della Research Commission on Urban Problems, istituita dal presidente Herbert Hoover.

## Opere
- I sobborghi, uno studio della vita locale nella città di Columbus, Ohio, 1923
- La città, 1925 (con Robert Park ed Ernest W. Burgess)
- L'evoluzione economica del mondo, 1928
- La comunità metropolitana, 1933